# Неїве
Неїве (італ. Neive, п'єм. Nèive) — муніципалітет в Італії, у регіоні П'ємонт,  провінція Кунео.
Неїве розташоване на відстані близько 480 км на північний захід від Рима, 55 км на південний схід від Турина, 60 км на північний схід від Кунео.
Населення — 3431 особа (2014).

## Демографія
Населення за роками:

Станом на 1 січня 2023 року в муніципалітеті офіційно проживали 494 іноземці з 30 країн, серед них 194 громадяни країн Євросоюзу.

## Сусідні муніципалітети
- Альба
- Барбареско
- Кастаньто
- Кастаньоле-делле-Ланце
- Коаццоло
- Мальяно-Альфієрі
- Манго
- Невільє
- Треїзо